# Минићево
Минићево је насеље у Србији у општини Књажевац у Зајечарском округу. Према попису из 2022. било је 519 становника (према попису из 1991. било је 1026 становника).
Указом Краља од 4. фебруара 1920. године Краљево Село је добило статус варошице.
До јула 1945. године, ова варошица се звала Андрејевац, а пре тога се звала Јени Хан, Нови Хан и Краљево Село (1894-1938). Име је добило по народном хероју Милуну Минићу (1906—1942), који је 20. септембра 1942. године погинуо у борби са четницима Косте Пећанца у близини овог места. Средиште Тимочког среза је од 1896, када је Књажевачко окружје подељено на срезове.
До 1965. ово насеље је било седиште Општине Минићево коју су чинила насељена места: Дебелица, Дреновац, Јаковац, Јелашница, Кожељ, Мањинац, Минићево, Ново Корито, Ошљане, Петруша, Радичевац, Шарбановац, Трновац, Витковац (сада у општини Књажевац), Боровац, Мали Извор, Мариновац, Селачка и Врбица (сада у општини Зајечар).

## Демографија
У насељу Минићево живи 463 пунолетна становника, а просечна старост становништва износи 52,0 година (50,4 код мушкараца и 53,8 код жена). У насељу има 214 домаћинстава, а просечан број чланова по домаћинству је 2,43.
Ово насеље је углавном насељено Србима (према попису из 2002. године).
|  |

| Демографија | Демографија | Демографија |
| Година      | Становника  | Становника  |
| ----------- | ----------- | ----------- |
| 1948.       | 468         |             |
| 1953.       | 486         |             |
| 1961.       | 838         |             |
| 1971.       | 914         |             |
| 1981.       | 1.138       |             |
| 1991.       | 1.026       | 977         |
| 2002.       | 828         | 878         |
| 2011.       | 712         |             |
| 2022.       | 519         |             |

| Етнички састав према попису из 2002.‍ | Етнички састав према попису из 2002.‍ | Етнички састав према попису из 2002.‍ | Етнички састав према попису из 2002.‍ | Етнички састав према попису из 2002.‍ |
| ------------------------------------ | ------------------------------------ | ------------------------------------ | ------------------------------------ | ------------------------------------ |
|                                      |                                      |                                      |                                      |                                      |
| Срби                                 | Срби                                 |                                      | 731                                  | 88,28%                               |
| Роми                                 | Роми                                 |                                      | 81                                   | 9,78%                                |
| Црногорци                            | Црногорци                            |                                      | 2                                    | 0,24%                                |
| Украјинци                            | Украјинци                            |                                      | 1                                    | 0,12%                                |
| Руси                                 | Руси                                 |                                      | 1                                    | 0,12%                                |
| Македонци                            | Македонци                            |                                      | 1                                    | 0,12%                                |
| Бугари                               | Бугари                               |                                      | 1                                    | 0,12%                                |
| непознато                            | непознато                            |                                      | 5                                    | 0,60%                                |

| Година пописа     | 1948. | 1953. | 1961. | 1971. | 1981. | 1991. | 2002. |
| ----------------- | ----- | ----- | ----- | ----- | ----- | ----- | ----- |
| Број домаћинстава | 159   | 166   | 275   | 299   | 342   | 319   | 271   |

| Број чланова      | 1  | 2  | 3  | 4  | 5  | 6  | 7  | 8 | 9 | 10 и више | Просек |
| ----------------- | -- | -- | -- | -- | -- | -- | -- | - | - | --------- | ------ |
| Број домаћинстава | 65 | 77 | 40 | 28 | 26 | 16 | 10 | 5 | 2 | 2         | 3,05   |

| Пол    | Укупно | Неожењен/Неудата | Ожењен/Удата | Удовац/Удовица | Разведен/Разведена | Непознато |
| ------ | ------ | ---------------- | ------------ | -------------- | ------------------ | --------- |
| Мушки  | 323    | 59               | 228          | 19             | 16                 | 1         |
| Женски | 370    | 37               | 221          | 87             | 23                 | 2         |
| УКУПНО | 693    | 96               | 449          | 106            | 39                 | 3         |

| Пол    | Укупно                    | Пољопривреда, лов и шумарство | Рибарство                            | Вађење руде и камена | Прерађивачка индустрија       |
| ------ | ------------------------- | ----------------------------- | ------------------------------------ | -------------------- | ----------------------------- |
| Мушки  | 127                       | 9                             | 0                                    | 0                    | 29                            |
| Женски | 93                        | 5                             | 0                                    | 0                    | 28                            |
| УКУПНО | 220                       | 14                            | 0                                    | 0                    | 57                            |
| Пол    | Производња и снабдевање   | Грађевинарство                | Трговина                             | Хотели и ресторани   | Саобраћај, складиштење и везе |
| Мушки  | 0                         | 9                             | 18                                   | 0                    | 11                            |
| Женски | 1                         | 2                             | 21                                   | 2                    | 2                             |
| УКУПНО | 1                         | 11                            | 39                                   | 2                    | 13                            |
| Пол    | Финансијско посредовање   | Некретнине                    | Државна управа и одбрана             | Образовање           | Здравствени и социјални рад   |
| Мушки  | 6                         | 1                             | 7                                    | 10                   | 9                             |
| Женски | 2                         | 0                             | 1                                    | 10                   | 12                            |
| УКУПНО | 8                         | 1                             | 8                                    | 20                   | 21                            |
| Пол    | Остале услужне активности | Приватна домаћинства          | Екстериторијалне организације и тела | Непознато            | Непознато                     |
| Мушки  | 4                         | 0                             | 0                                    | 14                   | 14                            |
| Женски | 1                         | 0                             | 0                                    | 6                    | 6                             |
| УКУПНО | 5                         | 0                             | 0                                    | 20                   | 20                            |

## Галерија
- Црква Успења Пресвете Богородице
- Стара кућа Иванке Првуловић